# Reprezentacja Ukrainy U-16 w piłce nożnej mężczyzn
Reprezentacja Ukrainy U-16 w piłce nożnej jest juniorską reprezentacją Ukrainy, sterowaną przez Ukraiński Związek Piłki Nożnej. Jest powoływana przez selekcjonera, w niej występować mogą wyłącznie zawodnicy posiadający obywatelstwo ukraińskie i którzy w momencie przeprowadzania imprezy docelowej (finałów Mistrzostw Europy) nie przekroczyli 16 roku życia.
Zbirna U-16 powoływana jest od 1993.
W 1994 roku Zbirna zagrała na Mistrzostwach Europy w Irlandii i dotarła do półfinału. W meczu o 3 miejsce zwyciężyła 2:0 Austrię.
Brązowe medale otrzymali:
Serhij Perchun, Denys Kołczin, Ołeh Fedoruk, Omar Miszkow, Dmytro Nazarow, Wołodymyr Hopkało, Serhij Zhura, Hennadij Zubow, Wałentyn Slusar, Serhij Biłokoń, Roman Marycz, Ołeh Ostapenko, Andrij Hołowko, Andrij Kłymenko, Serhij Omeljanowicz, Ołeh Jaszczuk, Ołeksij Kupcow.

## Sukcesy
- Mistrzostwa Europy Irlandia 1994 – 3. miejsce

## Występy w ME U-16
Uwaga: Od 2002 rozgrywano Mistrzostwa Europy U-17
- 1994: 3 miejsce
- 1995: Nie zakwalifikowała się
- 1996: 3 miejsce w grupie
- 1997: 3 miejsce w grupie
- 1998: 3 miejsce w grupie
- 1999: Nie zakwalifikowała się
- 2000: Nie zakwalifikowała się
- 2001: Nie zakwalifikowała się

## Selekcjonerzy
- 1993:  Wołodymyr Kyjanczenko
- 1994:  Mychajło Łabuzow
- 1995:  Wałentyn Łucenko
- 1996:  Wałerij Szwediuk
- 1997-1998:  Anatolij Buznik
- 1999:  Wałentyn Łucenko
- 2000:  Anatolij Kroszczenko
- 2001:  Pawło Jakowenko
- 2002:  Wałentyn Łucenko
- 2003:  Wiktor Kaszczej
- 2004:  Ihor Żabczenko
- 2005:  Wadym Diord
- 2006:  Jurij Kalitwincew
- 2007:  Anatolij Buznik
- 2008:  Ołeksandr Hołowko
- 2009:  Ołeksandr Łysenko
- 2010:  Jurij Moroz
- 2011:  Ołeksandr Petrakow